# 아름다움 나 하늘 - 비 가 쿠 ~ my beautiful sky
《아름다움 나 하늘 - 비 가 쿠 ~ my beautiful sky》(美 我 空 - ビ ガ ク 〜 my beautiful sky 비 가 쿠 - 비 가 쿠 ~ my beautiful sky[*])는 도모토 쯔요시가 쯔요시(剛 紫)로서 발매한 음반으로, 도모토 쯔요시 통상 6번째 정규 음반이다.

## 개요
전작 《I AND 사랑》으로부터 약 1년 만의 음반이다.
자신의 30번째 생일인 2009년 4월 10일을 고려해 발매된 음반이기 때문에, 통상, CD 발매일로 많은 수요일이 아니라, 생일인 금요일이 발매일이 되고 있다.

## 수록곡

### 완전 초회 한정반
1. 美 我 空 / 아름다움 나 하늘
작곡·편곡: 쯔요시
2. TALK TO MYSELF
작사·작곡·편곡: 쯔요시
3. 愛詩雨 / 사랑을 노래하는 비
작사·작곡·편곡: 쯔요시
4. 素敵な詩 孤独な詩 / 멋진 노래 고독한 노래
작사·작곡·편곡: 쯔요시
5. 雨の弓 ～Ameno-yumi / 비의 활 ~Ameno-yumi
작사·작곡·편곡: 쯔요시
6. NIPPON
작사·작곡·편곡: 쯔요시
7. 叶え Key / 이루어 Key
작사·작곡·편곡: 쯔요시
8. 綴る / 꿰매다
작사·작곡·편곡: 쯔요시
9. 歴史 / 역사
작사·작곡·편곡: 쯔요시
10. Raindrop Funky
작사·작곡·편곡: 쯔요시
11. FUNKAFULL FUNKAFULL
작사·작곡·편곡: 쯔요시
12. Purple Stage
작사·작곡·편곡: 쯔요시

### 통상반
1. 美 我 空 / 아름다움 나 하늘
2. TALK TO MYSELF
3. 愛詩雨 / 사랑을 노래하는 비
4. 素敵な詩 孤独な詩 / 멋진 노래 고독한 노래
5. ku
작곡·편곡: 쯔요시
6. NIPPON
7. 叶え Key / 이루어 Key
8. 綴る / 꿰매다
9. 歴史 / 역사
10. Raindrop Funky
11. FUNKAFULL FUNKAFULL
12. Purple Stage